# Kamov Ka-62
El Kamov Ka-62 (en ruso: Камов Ка-62) es un helicóptero (originalmente militar) mediano multipropósito, con una cabina con capacidad para 14 pasajeros, tren de aterrizaje retráctil, impulsado por dos motores modelo RKMB RD-600, Glushenkov TVD-155 o Turbomeca RTM322 turbo ejes. Es un desarrollo basado en el helicóptero del ejército KA-60 y está dirigido al transporte de pasajeros y de carga voluminosa sobre el gancho externo. El Ka-62 puede transportar hasta 2.7 toneladas de carga externa. Como el Mi-8, puede ser así mismo equipado con armas. El helicóptero está diseñado para ser de fácil mantenimiento, seguro de operar y más confiable que su predecesor el Mi-8.
Este modelo puede ser usado para la transportación confortable de pasajeros (o tropas), el transporte de carga interna y externa, operaciones de primeros auxilios y asistencia médica, operaciones de búsqueda y rescate, patrullaje de zonas fronterizas y costeras, y el servicio de líneas costeras gasíferas y petroleras.

## Breve Historia

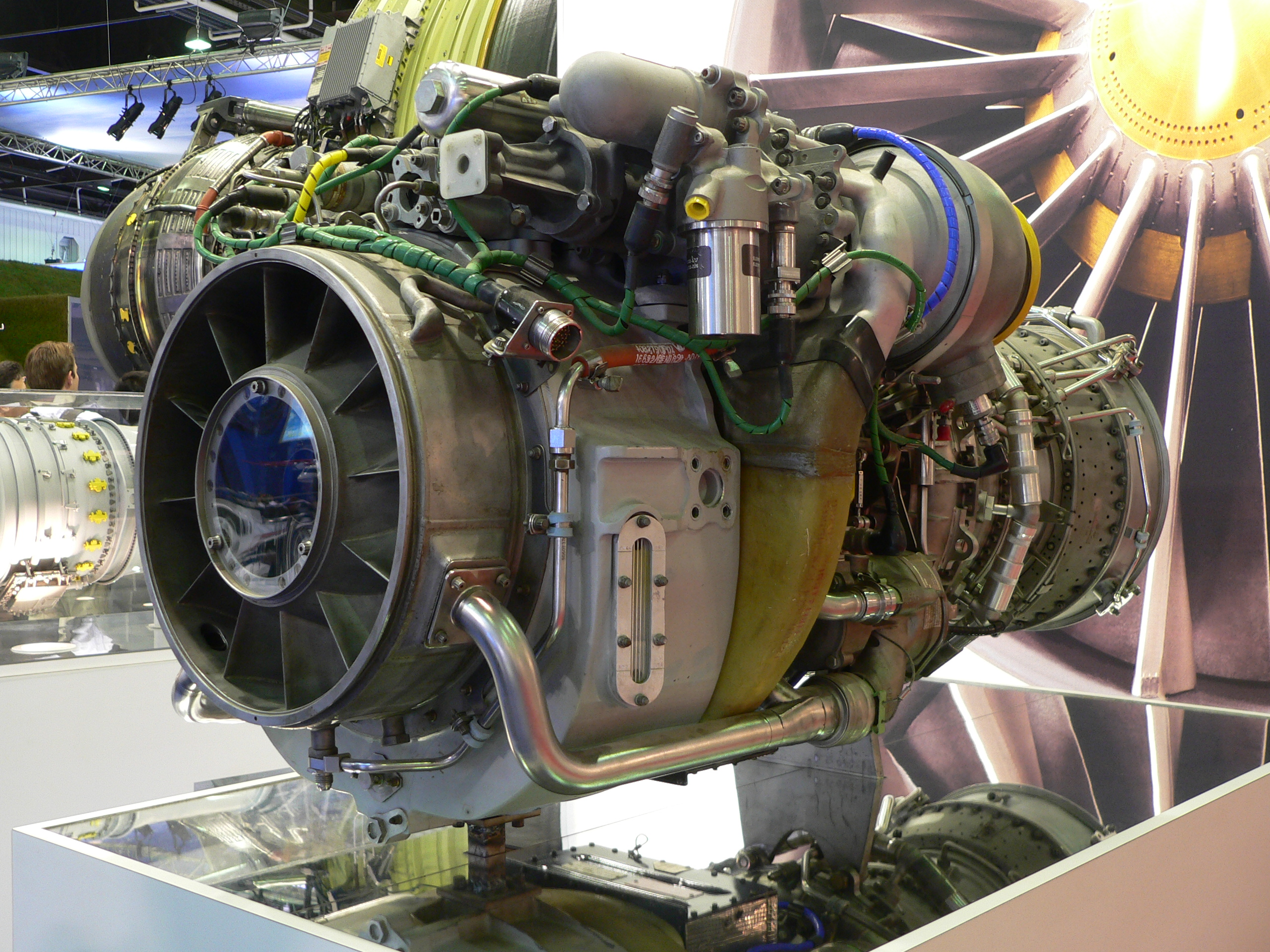
Imagen de un motor turbo eje General Electric CT7/T700 ofrecido en la versión Ka-62M de exportación.

El 16 de marzo de 2007, Rusia desarrolla un reemplazo para su helicóptero de transporte Mi-8 de 40 años de antigüedad (las versiones de exportación son llamadas Mi-17), el nuevo helicóptero es el Ka-62. El Mi-8 tiene cerca del doble del tamaño y el peso del estadounidense UH-1, pero solo puede transportar aproximadamente el 50 por ciento más de carga (aproximadamente 2.6 toneladas). Sin embargo, el Mi-8 tenía un interior más grande, y podía transportar 24 combatientes, contra una docena en el UH-1. Sin embargo, el UH-1 fue substituido por el UH-60 en los años 1980´s, mientras el Mi-8 solamente siguió añadiendo mejores motores y electrónica a su célula básica. A pesar de que el UH-60 pesaba tanto como el UH-1 (4.8 toneladas), podía llevar unas impresionantes 12 toneladas. El costo del Mi-8 es aproximadamente la mitad de un UH-60, y su interior más grande (cabina) era muy popular entre muchos usuarios. Casi 3,000 unidades de su derivado Mi-17 (conocido como Mi-8-M) han sido exportadas.
Financiado conforme al programa ruso para el desarrollo de la aviación civil del 2000. La construcción del prototipo Ka-62 (entonces conocido como el V-62) comenzó a principios de 1990, pero al parecer fue abandonada; una versión militar del Ka-60 y dos Ka-62 tuvieron la intención de emprender pruebas de vuelo, aunque luego, el segundo de este tipo básico fue completado como Ka-60U, retrasando el estreno de la versión civil (Ka-62); esta última sería certificada más tarde, bajo los estándares AP y FAR Pt 29A/B rusos. La república de Buryatia, oficialmente solicitó a Moscú los derechos de producción para la UUAP en febrero del 2000. En abril de 2001, el Ministerio Turco de Salud Pública discutía un contrato por seis Ka-62, con un valor total de US$ 31.5 millones. El plan de aviación 2002-10 del gobierno ruso, incluye Rb 62 millones (Rublos) para desarrollar el Ka-62 y Rb 51 millones para lanzar la producción en la UUAP (Ulan-Ude Aviation Plant), y posiblemente, RSK "MiG" (LAPIK). El despliegue inicial comenzaría en Jabárovsk, en el Distrito Federal del Extremo Oriente de Rusia, siguiendo el acuerdo de junio de 2002 entre Kamov y la Empresa de Inversión de Extremo Oriente (Far East Investment Company) para la fabricación del Ka-62 en una planta no especificada y su comercialización en la región de Asia/Pacífico.
El helicóptero obtuvo el Certificado de Tipo 30.11.2021.

## Diseño

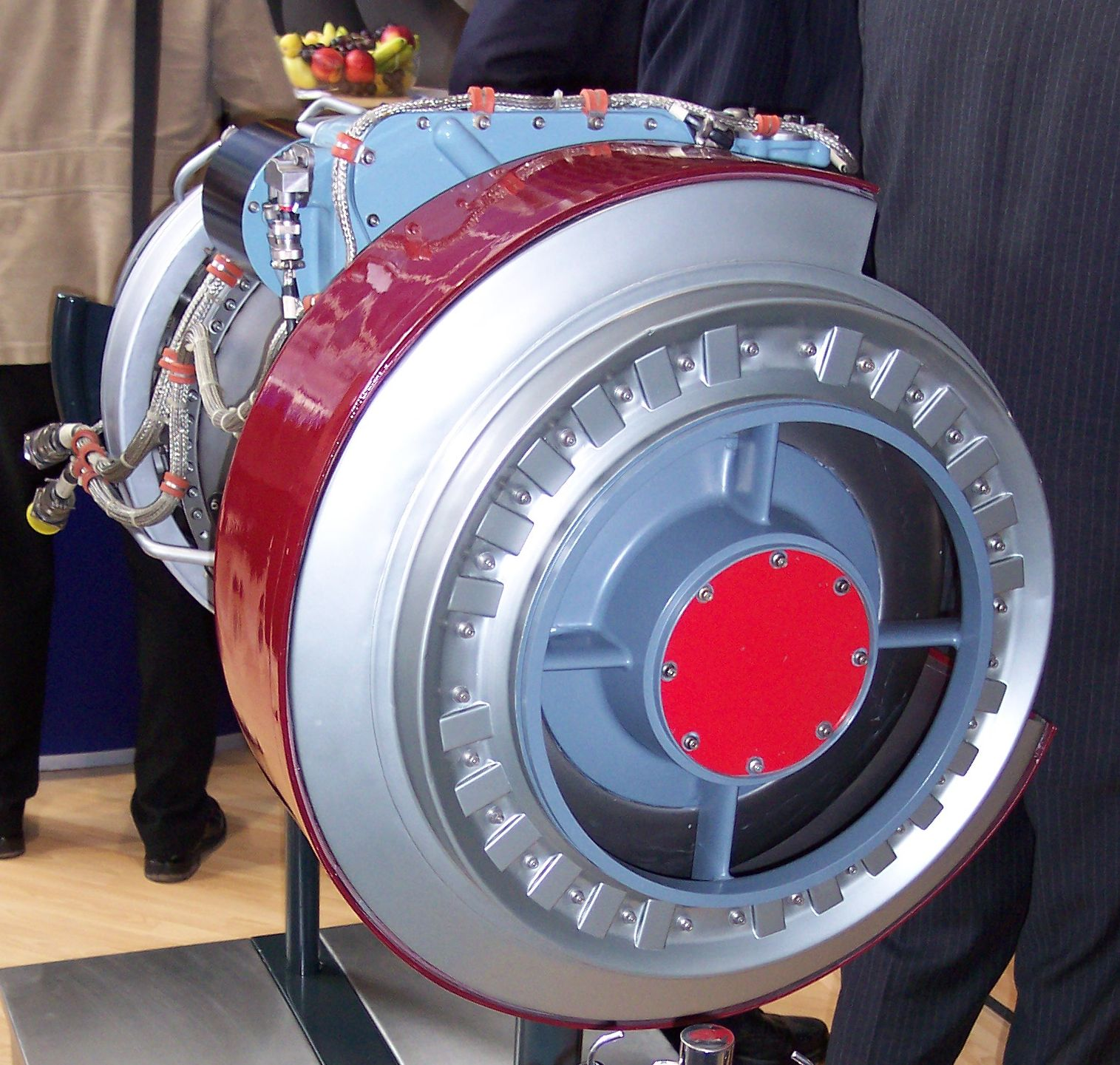
Imagen de un motor turbo eje Rolls Royce RTM322 ofrecido en la versión Ka-62M de exportación.

El modelo tiene un esquema de rotor de cola de tipo fenestron, que desemboca en un "turbofan" dentro de una sección circular larga (las palas están dentro de la cola, como en el Ka-60). Las aspas del rotor y el 60% de la estructura está hecha de materiales provenientes de polímeros compuestos. La célula (estructura) presenta unas excelentes líneas aérodinamicas, una larga cabina de transporte de pasajeros y un tren de aterrizaje de ejes. La planta propulsora del helicóptero está construida con un diseño para motores de nueva generación desarrollado por Rybinsk Motor Design Bureau, encabezado por el Diseñador General Mr. A. Novikov. La versión civil del helicóptero heredo de la versión básica militar su alta velocidad de crucero, eficiencia en el consumo de combustible y una buena capacidad de transporte, así como una larga puerta de acceso en ambos lados del fuselaje.
El Ka-62 ha sido diseñado, tomando en cuenta las exigencias de seguridad aérea internacionales. El vuelo y el aterrizaje OEI están asegurados. La seguridad de la tripulación y pasajeros durante un aterrizaje fuerte está garantizada por un conjunto de medidas, incluyendo un diseño que absorbe y atenúa la energía sufrida por el tren de aterrizaje y los asientos. El rotor en el aro de cola está protegido contra daños ocasionales. El helicóptero está equipado con eficientes sistemas anti-escarcha (anti-hielo) y contra incendios.
En cuanto a la electrónica está equipado con una suite de aviónica estándar, versión básica de transporte para condiciones VFR, y una suite para vuelo en cualquier condición meteorológica por IFR, utilizando el equipo de navegación por satélite. La versión de exportación del helicóptero es suministrada con motores y aviónica de empresas occidentales a opción del cliente.

## Versiones actuales
Ka-62: Modelo básico para el mercado doméstico.
Ka-62M: A ser certificado bajo los estándares occidentales, para la venta fuera de la Federación Rusa y los Estados Asociados (CIS); impulsado por dos motores General Electric T700/CT7-2D1 de 1,212kW turbo ejes; rotor principal de cinco aspas: aviónica a ser desarrollada por Aviapribor. La versión de producción se espera sea producida por la KnAAPO en Komsomolsk. Recientemente se ha informado, que el motor Turbomeca Ardiden 3G ha sido escogido por la JSC, para el "Ka-62 mejorado", en el marco del Protocolo de Intenciones firmado el 21 de enero. Ofreciendo un alto potencial de crecimiento, este motor de última tecnología es la respuesta para el mercado en fuerte expansión de los helicópteros entre las cinco y ocho toneladas.
Ka-64 Sky Horse: Este desarrollo de la serie Ka-60/62 se ha informado será una producción conjunta con la firma Agusta de Italia y destinada para la exportación. Las características podrían incluir un rotor de cola convencional, cabina de pasejeros modificada. Aviónica occidental y la opción de los motores General Electric CT7-2DL, LHTEC T800 o RTM322 turbo ejes. La producción deberá ser en la UUAP en Ulan-Ude.

## Usuarios

### Militares
- Rusia

- Fuerza Aérea Rusa - 100 unidades, en entregas.

### Civiles
- Brasil

- Atlas Taxi Aéreo - 7 pedidos.

- Colombia

- Ecopetrol - 6 pedidos.

- México

- Vertical de Aviación - 5 pedidos.

## Especificaciones técnicas

### Características generales
- Tipo: helicóptero civil de transporte medio, biplaza
- Tripulación: 2
- Dimensiones interiores del habitáculo: la longitud interior, incluyendo el puesto de pilotaje, es de 3,4 m; el ancho interior es de 1,78 m y la altura interior es de 1,30 m
- Dimensiones: 13,25 m (longitud del fuselaje), el diámetro del rotor es de 13,5 m en reposo y de 15,6 m cuando está girando
- Altura: 4,1 m
- Diámetro del rotor: 2 x 14,50 m
- Peso en vacío: 3.730 kg
- Peso cargado: 6.250 kg (2,750 kg carga externa)
- Peso máximo al despegue: 6.750 kg
- Planta motriz: dos motores 2 x Rybinsk RD-600V turbo ejes, de 969 kW. Largo 1.25 m, alto 0.62 m, peso 220 kg

### Rendimiento
- Velocidad máxima: 300 km/h
- Velocidad de crucero: 270 km/h
- Alcance: 720 km (1.050 km con tanques de combustible auxiliares)
- Techo de vuelo: 5.100 m
- Régimen de ascenso: 11,7 m/s

### Desarrollos relacionados
- Kamov Ka-60

### Aeronaves similares
- HAL Dhruv
- Eurocopter AS 365 Dauphin
- Eurocopter AS 565 Panther
- AgustaWestland AW109
- Bell 430
- Sikorsky S-76